# 木村 (熊本県)
株式会社木村（きむら）は、熊本県熊本市に本社を置く食品卸および菓子メーカー。あられや煎餅、かりんとう等が同社の主力商品である。地元では「木村のあられ」というネーミングで知られている。

## 沿革
- 1954年 - 熊本市川尻町に同社の前身となる「木村米菓」が創業。
- 1965年 - 有限会社米村米菓を設立。
- 1972年 - 熊本市田崎町に有限会社木村あられ販売を設立
- 1985年 - 株式会社木村設立
- 1990年 - 本社及び流通センターを現在地に移転。